# Gustinčič
Gustinčič je priimek v Sloveniji, ki ga je po podatkih Statističnega urada Republike Slovenije na dan 1. januarja 2010 uporabljalo 181 oseb.

## Znani nosilci priimka
- Andrej Gustinčič (*1963), novinar, cinefil
- Dragotin Gustinčič (1882—1974), politik in publicist
- France Gustinčič (1908—?), čebelarski strokovnjak
- Iva Gustinčič, stripovska avtorica
- Jože Gustinčič, jamar
- Jurij Gustinčič (1921—2014), novinar in publicist
- Kristjan Gustinčič, pevec ?
- Mita Gustinčič Pahor, prevajalka, prevodoslovka, lektorica FF UL
- Pavel Gustinčič (1891—1929), slikar